# Ludesch
Ludesch település Ausztria legnyugatibb tartományának, Vorarlbergnek a Bludenzi járásában található. Területe 11,25 km², lakosainak száma 3 362 fő, népsűrűsége pedig 300 fő/km² (2014. január 1-jén). A település 555 méteres tengerszint feletti magasságban helyezkedik el.
A település részei: Ludesch (3.335 fő) és Ludescherberg (69 fő, 2015. január 1-jén)

## Fordítás
- Ez a szócikk részben vagy egészben  a   Ludesch című angol Wikipédia-szócikk ezen változatának fordításán alapul.  Az eredeti cikk szerkesztőit annak laptörténete sorolja fel. Ez a jelzés csupán a megfogalmazás eredetét és a szerzői jogokat jelzi, nem szolgál a cikkben szereplő információk forrásmegjelöléseként.